# Muhittin Sarıçiçek
Muhittin Sarıçiçek (ur. 20 sierpnia 2000) – turecki zapaśnik walczący w stylu klasycznym. 
Zajął osiemnaste miejsce na mistrzostwach Europy w 2025. Brązowy medalista wojskowych MŚ w 2024. Trzeci na ME U-23 w 2023. Trzeci na MŚ juniorów w 2018 roku.